# Penicillium vulpinum
Penicillium vulpinum är en svampart som först beskrevs av Cooke & Massee, och fick sitt nu gällande namn av Seifert & Samson 1986. Penicillium vulpinum ingår i släktet Penicillium och familjen Trichocomaceae.   Inga underarter finns listade i Catalogue of Life.